# Ampliación Manantial
Ampliación Manantial är en ort i Mexiko.   Den ligger i kommunen Cuitláhuac och delstaten Veracruz, i den sydöstra delen av landet, 260 km öster om huvudstaden Mexico City. Ampliación Manantial ligger 316 meter över havet och antalet invånare är 324.
Terrängen runt Ampliación Manantial är platt åt sydost, men åt nordväst är den kuperad. Runt Ampliación Manantial är det ganska tätbefolkat, med 134 invånare per kvadratkilometer. Närmaste större samhälle är Cuitláhuac, 3,4 km sydväst om Ampliación Manantial. Trakten runt Ampliación Manantial består till största delen av jordbruksmark.